# Karyorhýza

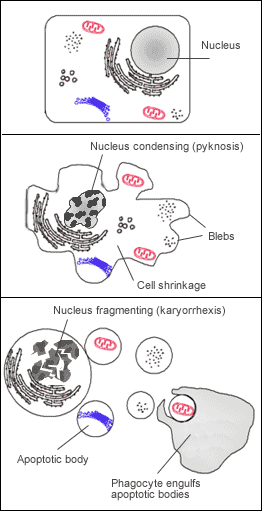
Apoptóza

Karyrhýza (z řec. κάρυον karyon – „jádro, semeno“ a ῥῆξις rhexis – „prasknutí, výbuch“) je ničivé rozdělení buněčného jádra za nerovnoměrného uvolňování v něm obsaženého chromatinu skrz cytoplasmu.
Většinou jí předchází pyknóza a je výsledkem buďto nekrózy, programované buněčné smrti (apoptózy) nebo biologického stárnutí (senescence). Při apoptóze je rýhování DNA uskutečňované ionty Ca2+ a Mg2+ (závislými enzymy).